# 凯赖基
凯赖基，是匈牙利绍莫吉州所辖的一个村。总面积14.43平方公里，总人口571，人口密度39.6人/平方公里（2011年1月1日）。